# San Carlo (azienda)
San Carlo Gruppo Alimentare S.p.A. è un'azienda italiana con sede a Milano e specializzata nella produzione di patatine, grissini, crostini, popcorn, pangrattato, toast, piadine, snack e tramezzini.

## Storia
Nel 1936 Francesco Vitaloni e la moglie Angela, originari di Codogno, aprono a Milano una rosticceria in via Lecco 18, che chiamano San Carlo come la vicina chiesa di San Carlo al Lazzaretto. Nel negozio si frigge di tutto, dal pollo alla verdura. Particolare successo hanno le patatine croccanti che i coniugi Vitaloni distribuiscono poi ogni giorno anche ai bar della zona. La produzione è tale (20 chili di patatine al giorno) da dover trasferire l'attività nel 1940 nel quartiere di Greco, in locali più ampi.
Negli anni cinquanta il figlio di Francesco, Alberto Vitaloni, prende la guida dell'azienda. Viene ampliata la gamma dei prodotti anche agli snack salati, pani e dolci. Nel 1970 la società, inizialmente chiamata "San Carlo... le patatine", prende il nome di "San Carlo Gruppo Alimentare". La sede centrale è portata in via Turati, sempre a Milano, e viene estesa la rete distributiva. Nel 1988 inizia anche l'espansione in Europa grazie all'acquisizione di sempre nuovi marchi: dapprima Irpa in Francia, nel 1989 Aperitivos Españoles in Spagna, nel 1990 Gardail e Painsol di nuovo in Francia, nel 1991 Tucker in Gran Bretagna e Soprex in Francia, nel 1992 Highlander in Gran Bretagna (poi riutilizzato per le omonime patatine aromatizzate), e Crespan in Spagna.
Nel 1992, dopo aver dato vita a Unichips Finanziaria, la holding di controllo delle partecipazioni del gruppo, acquisisce dalla Pavesi di Novara, facente parte del gruppo IRI, il marchio aziendale Pai, controllando il 70% del mercato delle patatine; l'antitrust darà il via libera all'intesa.
Nel 2000 sono aperte nuove linee: Wacko's chips e snack per bimbi, Autentica Trattoria (patatine e rosticceria), Vivalia (linea patatine dedicata all'area benessere). Nel 2011, in occasione dei 75 anni della società, entra in azienda anche la terza generazione dei Vitaloni, Susanna, figlia di Alberto. Nel 2014 altre linee: Più Gusto, Lime e Pepe Rosa, La Rustica.

## Stabilimenti
I siti di produzione in Italia sono situati a:
- Novara (Pai industriale)
- Roverbella (MN) (San Carlo Mantova)
- Lavis (TN) (San Carlo Snacks)
- Sant'Ambrogio di Torino (TO) (Valsusa)

## Sponsorizzazioni
- Dal 2008 sponsorizza la squadra motociclistica Gresini Racing.
- Dal 2009 è sponsor istituzionale del Napoli. Dal 2010 è sponsor istituzionale del Catania.
- Dal 2021 San Carlo Official Chips e Official Salty Snacks dell'NBA in Italia.